# Filip Šebo
Filip Šebo (* 24. Februar 1984 in Bratislava, Tschechoslowakei) ist ein ehemaliger slowakischer Fußballspieler.

## Karriere

### Verein
In seiner Jugend war er für die Vereine Artmedia, Slovan und Inter aus seiner Heimatstadt Bratislava aktiv. Für letzteren spielte Šebo ein Jahr in der Reservemannschaft, ehe er im Sommer 2001 zu den Amateuren des 1. FC Köln nach Deutschland wechselte. Von dort kehrte er zwei Jahre später zu Inter Bratislava zurück und ging zur Saison 2004/05 zum FK Artmedia Petržalka, wo er das Double aus Meisterschaft und Pokal feiern konnte. Anschließend folgte der Wechsel zum FK Austria Wien nach Österreich und auch dort konnte er beide Titel erneut gewinnen.
Dann nahmen ihn die Glasgow Rangers unter Vertrag und verliehen ihn nach einer Spielzeit an den FC Valenciennes in die französische Ligue 1. Nach guten Leistungen wurde Šebo von den Franzosen im Sommer 2008 fest verpflichtet. Von 2010 bis 2014 war er erneut für den ŠK Slovan Bratislava und gewann weitere vier nationale Titel. Nachdem er kurzzeitig pausierte, spielte er 2015/16 noch unterklassig für den FC Petržalka 1898 und beendete dann seine aktive Karriere.

### Nationalmannschaft
Von 2002 bis 2005 absolvierte der Stürmer insgesamt 18 Partien für diverse slowakische Jugendnationalmannschaften und erzielte dabei sieben Tore. Mit der U-20-Auswahl nahm Šebo 2003 an der Weltmeisterschaft in den Vereinigten Arabischen Emiraten teil und schied dort nach einem 1:2 n. V. im Achtelfinale gegen den späteren Sieger Brasilien aus.
Am 15. August 2006 debütierte er für die slowakischen A-Nationalmannschaft bei einem Testspiel gegen Malta (3:0), als er über die kompletten 90 Minuten auf dem Feld stand und alle Tore erzielte. Bis 2011 spielte er insgesamt 15 Länderspiele und traf sieben Mal ins gegnerische Tor.

## Erfolge
- Österreichischer Meister: 2006
- Österreichischer Pokalsieger: 2006
- Slowakischer Pokalsieger: 2004, 2011, 2013
- Slowakischer Meister: 2005, 2011, 2013

## Auszeichnungen
- Torschützenkönig der slowakischen 1. Liga: 2005 (22 Tore), 2011 (22 Tore)